# Фридрих Вилхелм Райфайзен
Фридрих Вилхелм Райфайзен (на немски: Friedrich Wilhelm Raiffeisen) е германски политик и общественик. В средата на 19 век той основава първите земеделски кооперации, при които членовете имат еднакъв глас в управлението, независимо от внесения капитал. Този тип кооперации получава широко разпространение в Централна Европа и става преобладаващата форма в дребното кооперативно кредитиране в България в началото на 20 век.